# ふれあい (映画)
『ふれあい』（ふれあい）は、1974年に松竹が製作した市村泰一監督による日本映画。中村雅俊の大ヒット曲である『ふれあい』をモチーフにした作品。
中村雅俊主演で映画初出演作品。当時中村が所属していた文学座所属の江守徹、高原駿雄、北村和夫らが脇を固めている。またヒロインは中村と同じ慶應義塾大学経済学部経済学科出身の後輩である檀ふみが務めた。

## キャスト
- 中村雅俊 : 山脇久
- 檀ふみ : 青木伊都子
- 関根世津子 : 野津雪絵
- 大出俊 : 小竹徹
- 小倉一郎 : 筒井剛太郎
- ひろみどり : 千春
- 佐々木梨里 : 奈津江
- 新橋耐子 : 知子
- 江守徹 : 寺田吾一
- 高原駿雄 : 青木勇吉
- 北村和夫 : 青木勇次郎

## スタッフ
- 監督 : 市村泰一
- 脚本 : 石森史郎
- 製作 :  武藤三郎、奈良邦彦
- 撮影 : 小杉正雄
- 編集 : 杉原よ志
- 音楽 : 小川寛興

## 併映作品
- 『あした輝く』